# Borek (Mariampol)
Borek – przysiółek wsi Mariampol w Polsce położony w województwie świętokrzyskim, w powiecie buskim, w gminie Stopnica
Jest częścią składową sołectwa Mariampol. Leży nieopodal lasu od którego nosi nazwę.
Wieś w powiecie wiślickim w województwie sandomierskim w XVI wieku była własnością kasztelana zawichojskiego Mikołaja Ligęzy. W latach 1975–1998 miejscowość administracyjnie należała do województwa kieleckiego.